# Asiaster hlavaci
Asiaster hlavaci är en skalbaggsart som beskrevs av Tomas Lackner 2004. Asiaster hlavaci ingår i släktet Asiaster och familjen stumpbaggar. Inga underarter finns listade i Catalogue of Life.